# Neopetrolisthes maculatus
Neopetrolisthes maculatus là một loài cua thuộc chi Neopetrolisthes trong họ Porcellanidae. Loài này được mô tả lần đầu tiên vào năm 1837.

## Từ nguyên
Từ định danh maculatus trong tiếng Latinh có nghĩa là "lốm đốm", hàm ý đề cập đến những chấm đỏ trên mai của loài cua này.

## Phạm vi phân bố và môi trường sống
N. maculatus có phạm vi trải dài trên khắp khu vực Ấn Độ Dương - Thái Bình Dương. Loài này sinh sống ở vùng gian triều, độ sâu tối thiểu được ghi nhận là 10 m.

## Mô tả
Giáp (mai) và càng của N. maculatus có nhiều kiểu hình đốm chấm với các màu tím ánh đỏ, đỏ thuần hoặc nâu. Vì có hiện tượng đa hình nên N. maculatus từng được mô tả như loài mới một lần nữa với danh pháp là N. ohshimai.

## Sinh thái học

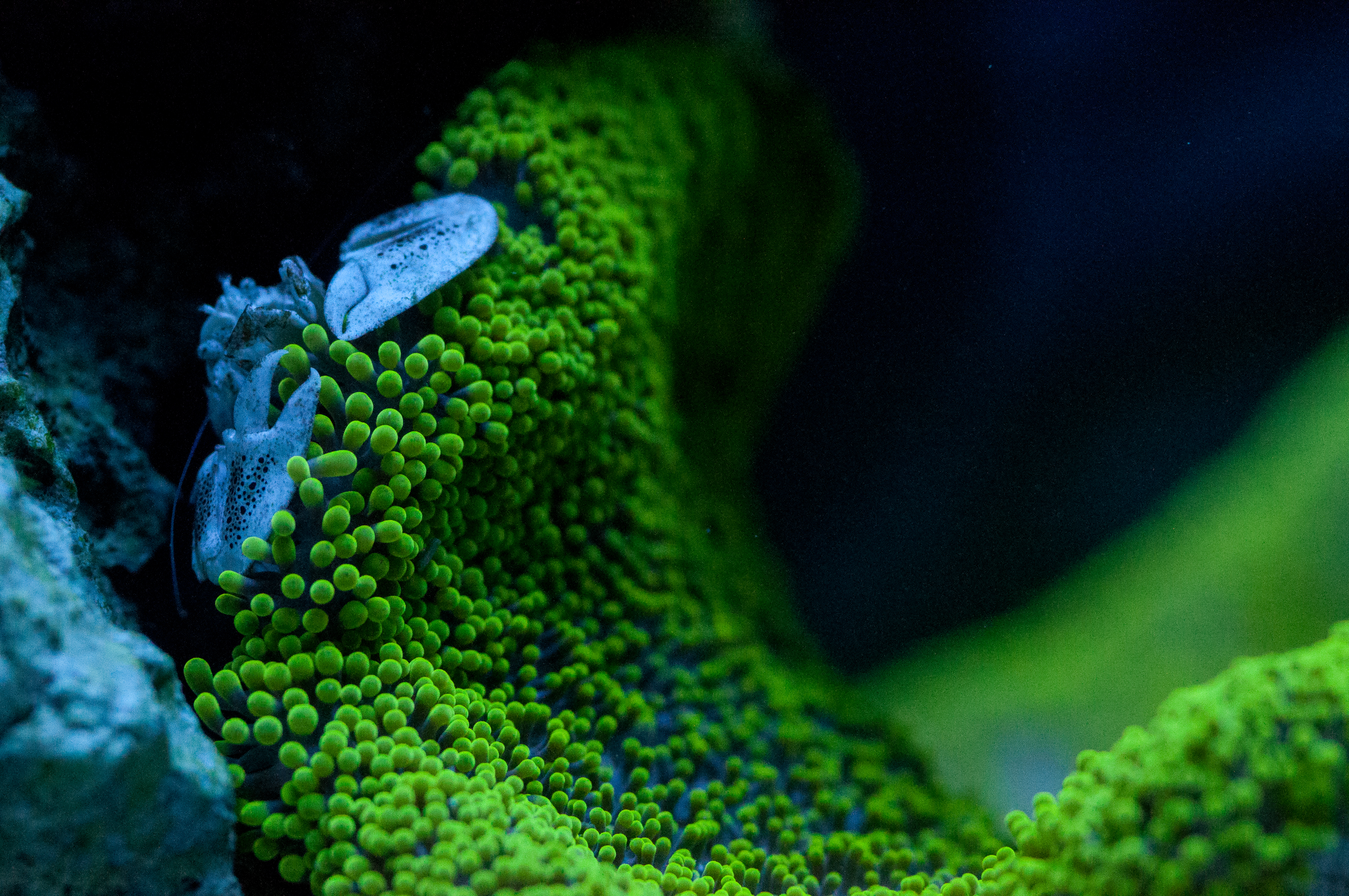
N. maculatus và hải quỳ S. haddoni

N. maculatus là một loài ký sinh ngoài trên hải quỳ, như đã được biết đến ở Stichodactyla gigantea và Stichodactyla haddoni.
Thức ăn của N. maculatus chủ yếu là huyền phù. Chúng cũng ăn cả chất nhầy từ hải quỳ vật chủ tiết ra nhưng không phụ thuộc vào nguồn thức ăn này.